# Echipa națională de handbal feminin a Macedoniei de Nord
Echipa feminină de handbal a Macedoniei de Nord este echipa națională care reprezintă Republica Macedonia de Nord în competițiile interțări oficiale sau amicale de handbal feminin. Echipa este administrată de  Federația Macedoneană de Handbal. Antrenorul actual este Sime Simovski, iar căpitanul echipei Elena Gjeorgjievska.

## Rezultate cu echipa federală a Iugoslaviei

### Rezultate olimpice
| An   | Poziție          |
| ---- | ---------------- |
| 1988 | Locul 4          |
| 1984 | Câștigătoare     |
| 1980 | Locul 2          |
| 1976 | Nu s-a calificat |

### Rezultate la Campionatul Mondial
| An   | Poziție |
| ---- | ------- |
| 1990 | Locul 2 |
| 1986 | Locul 6 |
| 1982 | Locul 3 |
| 1978 | Locul 5 |
| 1975 | Locul 5 |
| 1973 | Locul 1 |
| 1971 | Locul 2 |
| 1965 | Locul 2 |
| 1962 | Locul 4 |
| 1957 | Locul 3 |

## Rezultate

### Rezultate la Campionatul Mondial
| An     | Poziție          |
| ------ | ---------------- |
| 2019   |                  |
| 2017   | Nu s-a calificat |
| 2015   | Nu s-a calificat |
| 2013   | Nu s-a calificat |
| 2011   | Nu s-a calificat |
| 2009   | Nu s-a calificat |
| 2007   | Locul 12         |
| 2005   | Locul 15         |
| 2003   | Nu s-a calificat |
| 2001   | Locul 21         |
| / 1999 | Locul 8          |
| 1997   | Locul 7          |
| / 1995 | Nu s-a calificat |
| 1993   | Nu a participat  |

#### Handbaliste în All-Star Team la Campionatele Mondiale
Indira Kastratović (1999)

#### Cea mai bună marcatoare la Campionatele Mondiale
Indira Kastratović (1997), 71 de goluri

### Rezultate la Campionatul European
| An     | Poziție          |
| ------ | ---------------- |
| / 2022 | Calificată       |
| / 2020 |                  |
| 2018   | Nu s-a calificat |
| 2016   | Nu s-a calificat |
| / 2014 | Nu s-a calificat |
| 2012   | Locul 16         |
| / 2010 | Nu s-a calificat |
| 2008   | Locul 7          |
| 2006   | Locul 12         |
| 2004   | Nu s-a calificat |
| 2002   | Nu s-a calificat |
| 2000   | Locul 8          |
| 1998   | Locul 8          |
| 1996   | Nu s-a calificat |
| 1994   | Nu a participat  |

#### Handbaliste în All-Star Team la Campionatele Europene
Larisa Ferzalieva (2000)

### Rezultate la Trofeul Carpați
- Trofeul Carpați 2017: locul 4
- Trofeul Carpați 2011: locul 4
- Trofeul Carpați 2010: locul 4
- Trofeul Carpați 2006: locul 3
- Trofeul Carpați 2001: locul 6
- Trofeul Carpați 2000: locul 4
- Trofeul Carpați 1999: locul 3
- Trofeul Carpați 1993: locul 3

## Echipa

### Componența
Lotul convocat de antrenorul Sime Simovski pentru calificările la Campionatul European din 2018:
| Nr. | Post            | Nume                 | Data nașterii (vârsta) | Înălțime | Selecții | Goluri | Echipă                  |
| --- | --------------- | -------------------- | ---------------------- | -------- | -------- | ------ | ----------------------- |
| 3   | Extremă stânga  | Sara Mitova          | 5 octombrie 1996       | 1.72 m   | 6        | 5      | SønderjyskE Håndbold    |
| 5   | Centru          | Simona Stojanovska   | 20 martie 1997         | 1.75 m   | 7        | 7      | Pogoń Baltica Szczecin  |
| 6   | Inter stânga    | Angela Todorovska    | 5 iunie 1996           | 1.76 m   | 2        | 0      | HC Vardar SCJS          |
| 7   | Pivot           | Ivana Gakidova       | 7 februarie 1995       | 1.80 m   | 8        | 10     | Molde HK                |
| 10  | Centru          | Dušica Gjeorgjievska | 28 decembrie 1987      | 1.77 m   | 37       | 46     | Polatli Belediyesi Spor |
| 12  | Portar          | Dragana Petkovska    | 12 iunie 1996          | 1.74 m   | 6        | 0      | Ardeșen GSK             |
| 13  | Inter stânga    | Mirjeta Bajramoska   | 22 noiembrie 1984      | 1.79 m   | 53       | 83     | ŽRK Vardar              |
| 14  | Inter dreapta   | Andrea Beleska       | 3 ianuarie 1994        | 1.76 m   | 8        | 7      | HC Danubius Galați      |
| 15  | Inter stânga    | Zorica Despodovska   | 20 decembrie 1991      | 1.81 m   | 18       | 53     | MKS Piotrcovia Piotrków |
| 17  | Extremă dreapta | Nataša Nolevska      | 29 mai 1996            | 1.68 m   | 5        | 2      | Viborg HK               |
| 18  | Inter dreapta   | Elena Gjeorgjievska  | 27 martie 1990         | 1.79 m   | 73       | 151    | Fehérvár KC             |
| 20  | Portar          | Mateja Serafimova    | 11 octombrie 1996      | 1.78 m   | 4        | 0      | A.C. PAOK               |
| 22  | Pivot           | Marija Nikolikj      | 6 decembrie 1993       | 1.84 m   | 7        | 4      | A.C. PAOK               |
| 23  | Centru          | Teodora Keramicieva  | 14 ianuarie 1996       | 1.76 m   | 10       | 17     | ŽRK Vardar              |
| 27  | Centru          | Maja Trpkovska       | 27 mai 1992            | 1.70 m   | 3        | 0      | Ardeșen GSK             |
| 28  | Inter stânga    | Dajana Jovanovska    | 7 octombrie 1992       | 1.80 m   | 14       | 5      | HC Danubius Galați      |
| 33  | Extremă dreapta | Sara Ristovska       | 9 septembrie 1996      | 1.69 m   | 16       | 38     | ŽRK Vardar              |
| 55  | Centru          | Elena Livrinikj      | 16 noiembrie 1992      | 1.80 m   | 12       | 7      | HC Danubius Galați      |
| 71  | Extremă stânga  | Jovana Sazdovska     | 27 iunie 1993          | 1.77 m   | 12       | 17     | ŽRK Vardar              |
| 88  | Centru          | Gabriela Velihkovska | 23 septembrie 1994     | 1.72 m   | 3        | 2      | ŽRK Metalurg            |
| 93  | Portar          | Natasha Antikj       | 1 septembrie 1993      | 1.77 m   | 11       | 0      | IUVENTA Michalovce      |

### Banca tehnică
| Position           | Name              |
| ------------------ | ----------------- |
| Antrenor principal | Sime Simovski     |
| Antrenor secund    | Aleksandăr Karcev |
| Director sportiv   | Emil Ugrinovski   |

### Foste handbaliste notabile
- Gordana Naceva
- Marina Abramova
- Biljana Naumovska
- Valentina Radulović
- Klara Boeva
- Dana Filipovska
- Natalija Todorovska
- Mileva Velkova
- Anzela Platon
- Mirjana Čupić
- Dragana Pecevska
- Olga Bujanova
- Julija Nikolić
- Mirjeta Bajramoska